# Antocha (Antocha) peracuta
Antocha (Antocha) peracuta is een tweevleugelige uit de familie steltmuggen (Limoniidae). De soort komt voor in het Oriëntaals gebied.